# Limea
Limea is een geslacht van tweekleppigen uit de familie van de Limidae.

## Soorten
- Limea argentinae Allen, 2004
- Limea australis (E. A. Smith, 1891)
- Limea austrina Tate, 1887
- Limea broccha (Marwick, 1931) †
- Limea bronniana (Dall, 1886)
- Limea chathamensis Marwick, 1928 †
- Limea clandestina (Salas, 1994)
- Limea coani (Bernard, 1988)
- Limea crassa (Forbes, 1844)
- Limea crenocostata Kilburn, 1990
- Limea deliciosa (Thiele, 1920)
- Limea inconspicua (Marwick, 1926) †
- Limea juglandula (Melvill & Standen, 1907)
- Limea kowiensis (Turton, 1932)
- Limea lata Dall, 1886
- Limea limopsis (Nomura & Zinbo, 1934)
- Limea lirata Allen, 2004
- Limea millesquamata (Thiele, 1920)
- Limea opulenta (Thiele, 1920)
- Limea parvula Verco, 1908
- Limea pectinata (H. Adams, 1870)
- Limea pygmaea (Philippi, 1845)
- Limea riparia Maxwell, 1992 †
- Limea strigilata (Brocchi, 1814)
- Limea torresiana (E. A. Smith, 1885)
- Limea tosana (Oyama, 1943)